# Jogos Sul-Americanos de 2010

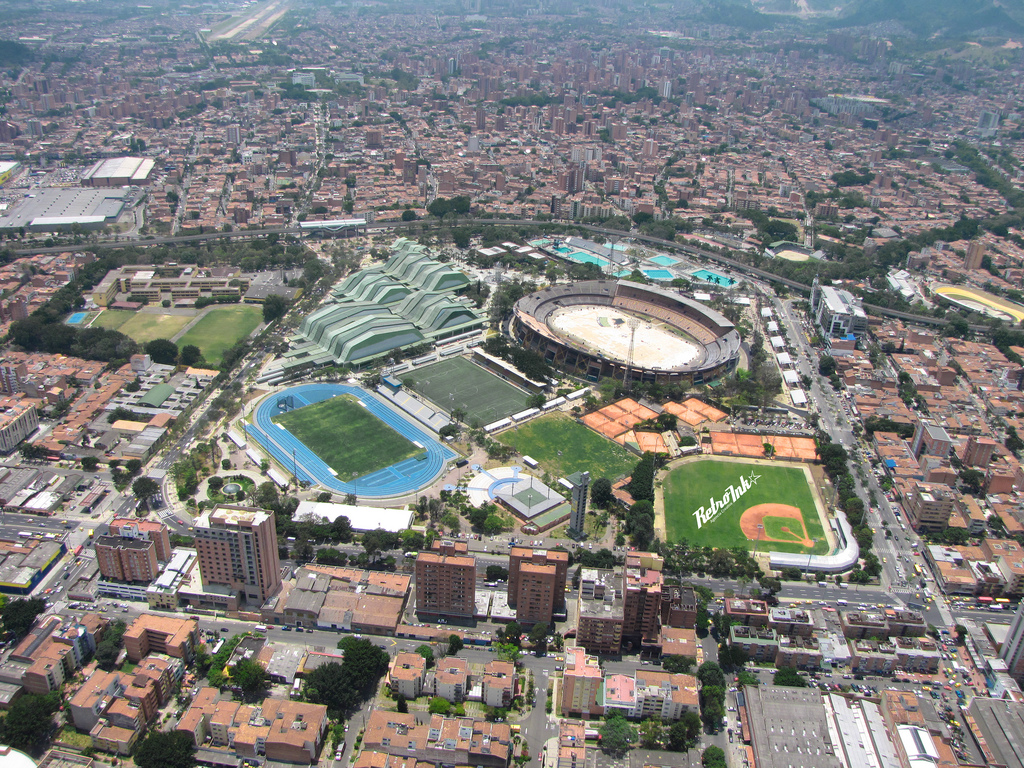
Unidade Desportiva Atanasio Girardot quatro dias antes da Cerimônia de abertura dos Jogos Sul-Americanos em Medellín 2010.

Jogos Sul-Americanos de 2010, oficialmente IX Jogos Sul-Americanos (em espanhol: IX Juegos Sudamericanos, em inglês: 9th South American Games), foram realizados em Medellín, no departamento de Antioquia, Colômbia, e outras subsedes entre 19 e 30 de março de 2010. Pela primeira vez, a Colômbia sediou uma edição dos Jogos Sul-Americanos.
A competição foi disputada por quinze países, que competiram em eventos de 42 modalidades durante os 11 dias de evento. Além de Medellín, outras oito cidades foram subsedes: Bello, Copacabana, Envigado, Guarne, Guatapé, Itagüí, Rionegro e Sabaneta. Para os jogos, foram construídas cinco novas arenas e pela primeira vez uma Vila Olímpica (chamada "Vila Sul-Americana").
Com 3.751 atletas competindo nas 42 modalidades foi a maior edição em termos absolutos dos Jogos. Esta foi a segunda vez que a cidade de Medellín sediou um evento multiesportivo após os Jogos Centro-Americanos e do Caribe de 1978. Aproveitando-se do fato de competir em casa, a Colômbia terminou na liderança do quadro de medalhas pela primeira vez na história com 144 medalhas de ouro. Com 372 medalhas no total, os colombianos superaram o recorde de pódios em uma única edição de Jogos Sul-Americanos que pertencia ao Brasil em 2002. As colombianas Clara Guerrero Londoño (boliche) e Jercy Puello Ortiz (patinação de velocidade) contribuíram para os números do país ao finalizarem como as mais medalhadas dos Jogos com seis ouros e uma prata cada.

## Processo de candidatura
Cada país-membro da ODESUL teve direito a inscrever uma cidade como candidata para sediar os Jogos Sul-Americanos. As cidades postulantes foram Barquisimeto (Venezuela), Medellín (Colômbia) e Santiago (Chile), no entanto só foram consideradas as duas últimas, já que Barquisimeto não conseguiu cumprir as regras da postulação.

### Eleição da cidade-sede
A delegação colombiana que viajou para defender a candidatura de Medellín em Buenos Aires era composta pelo prefeito Sergio Fajardo, pelo presidente do Comitê Olímpico Colombiano Andrés Botero, pelo diretor nacional do Instituto Colombiano do Esporte Evert Bustamante e pela diretora do Instituto de Esportes e Recreação de Medelhim Alicia Eugenia Vargas.
A apresentação da candidatura foi realizada pelo prefeito Fajardo, que mostrou as vantagens da cidade e sua tradição esportiva. Ademais, incluiu-se uma apresentação em vídeo de quatro minutos com as palavras do presidente da Colômbia Álvaro Uribe, quem respaldava amplamente a cidade e oferecia como exemplo o êxito da realização dos Jogos Bolivarianos de 2005, em Armênia e Pereira e dos Jogos Centro-Americanos e do Caribe de 2006, realizados em Cartagena. Medellín resaltou o progresso da cidade, a qual passou a ser considerada de uma capital violenta a uma capital de progresso e esperança. Já o Chile resaltou em suas mensagens de candidatura a modernização apresentada em sua infraestrutura desportiva.
Em 7 de novembro de 2006, dois dias antes do início dos Jogos Sul-Americanos de 2006, foi anunciado publicamente que, por uma vitória de oito votos a seis, a cidade vencedora foi Medellín; os eleitores foram os catorze delegados de cada Comitê Olímpico Nacional (com exceção de Guiana).

## Preparação

### Comitê organizador

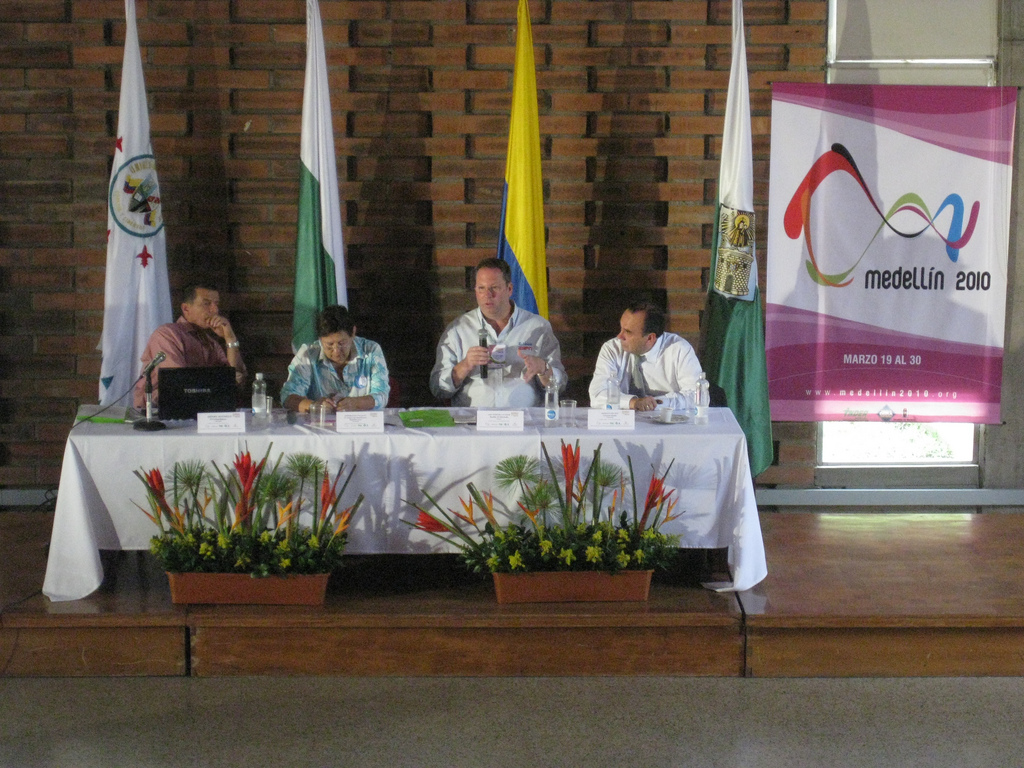
Seminário Internacional destinado aos Jogos de Medellín 2010

A diretora geral dos Jogos foi Alicia Eugenia Vargas Restrepo, advogada e tecnóloga esportiva. Entre 2004 e 2008, ela foi diretora geral do Instituto de Esportes e Recreação de Medelhim (INDER). Alicia pertence à Comissão da Mulher do Comitê Olímpico Internacional.
Entre 19 e 21 de janeiro, foi realizado o Seminário de Chefes de Missão, no qual participaram os líderes desportivos dos 15 países participantes. No evento, foram revisados os detalhes da organização (créditos, imprensa, etc.), a apresentação da logística (transporte e alojamento), o avanço das obras dos locais esportivos e detalhes pontuais. O evento realizou-se no Hotel Intercontinental no Salão Antioquia e apresentaram-se todos os coordenadores desportivos de maneira a esclarecer qualquer dúvida dos Chefes de Missão. Além disso, os chefes participantes tiverram a oportunidade de visitar as sub-sedes dos jogos.

### Locais de competição
Para a organização da nona edição dos jogos, Medellín criou o "Projeto Estratégico da Prefeitura de Medellín para se dispor a abrigar os Jogos Sul-Americanos de 2010". As obras começaram em setembro de 2008.

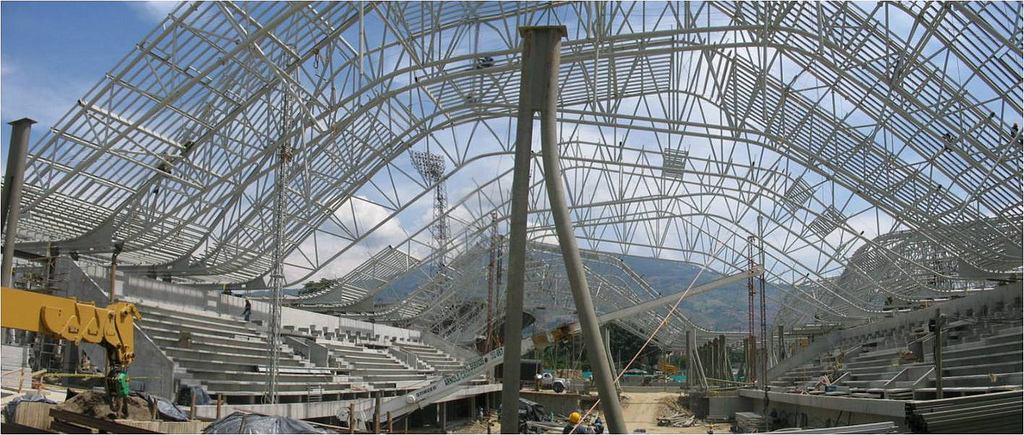
O voleibol contou com uma nova arena na Atanasio Girardot que abriga 2.400 espectadores e tem um ginásio principal e dois auxiliares para treinamento.

| Esporte            | Modalidade              | Local                                                                   | Cidade sub-sede          |
| ------------------ | ----------------------- | ----------------------------------------------------------------------- | ------------------------ |
| Atletismo          | Atletismo               | Estadio Alfonso Galvis                                                  | Medellín                 |
| Badminton          | Badminton               | Plaza Mayor                                                             | Medellín                 |
| Basquetebol        | Basquetebol             | Coliseu Iván de Bedout UD Ditaires Coliseu                              | Medellín Itagüí          |
| Beisebol           | Beisebol                | UD Atanasio Girardot - Diamante de Beisebol                             | Medellín                 |
| Boliche            | Boliche                 | UD Andrés Escobar - Bolera Municipal                                    | Medellín                 |
| Boxe               | Boxe                    | Coliseum North Sector Sports Unit                                       | Sabaneta                 |
| Canoagem           | Canoagem de velocidade  | Villa Náutica Embalse                                                   | Guatapé                  |
| Caratê             | Caratê                  | Coliseu Unidade Desportiva                                              | Rionegro                 |
| Ciclismo           | Ciclismo de pista       | Velódromo Martín "Cochise" Rodríguez                                    | Medellín                 |
| Ciclismo           | Ciclismo de estrada     | Ruas de Medelhim                                                        | Medellín                 |
| Ciclismo           | BMX                     | Cerro Nutibara                                                          | Medellín                 |
| Hipismo            | Hipismo                 | Llanogrande Country Club                                                | Rionegro                 |
| Esgrima            | Esgrima                 | Plaza Mayor                                                             | Medellín                 |
| Esportes aquáticos | Natação                 | Complexo Aquático                                                       | Medellín                 |
| Esportes aquáticos | Nado sincronizado       | Complexo Aquático                                                       | Medellín                 |
| Esportes aquáticos | Saltos ornamentais      | Complexo Aquático                                                       | Medellín                 |
| Esportes aquáticos | Maratona aquática       | Represa de Guatapé                                                      | Guatapé                  |
| Esportes aquáticos | Polo aquático           | Piscina Olímpica Horacio Martínez                                       | Copacabana               |
| Esqui aquático     | Esqui aquático          | Llanogrande Country Club                                                | Rionegro                 |
| Futebol            | Futebol                 | Estádio Atanasio Girardot Estádio Poliesportivo Sul Estádio de Ditaires | Medellín Envigado Itagüí |
| Futsal             | Futsal                  | Coliseo Unidad Deportiva Tulio Ospina Bello                             | Bello                    |
| Ginástica          | Ginástica artística     | UD Atanasio Girardot - Coliseu de Gimnasia                              | Medellín                 |
| Ginástica          | Ginástica rítmica       | UD Atanasio Girardot - Coliseu de Gimnasia                              | Medellín                 |
| Halterofilismo     | Halterofilismo          | Plaza Mayor                                                             | Medellín                 |
| Handebol           | Handebol                | UD Ditaires Coliseu                                                     | Itagüí                   |
| Judô               | Judô                    | UD Atanasio Girardot - Coliseu de Combate                               | Medellín                 |
| Lutas              | Lutas                   | UD Atanasio Girardot - Coliseu de Combate                               | Medellín                 |
| Patinação          | Patinação de velocidade | UD María Luisa Calle                                                    | Medellín                 |
| Patinação          | Patinação artística     | Coliseu Unidade Deportiva                                               | Rionegro                 |
| Remo               | Remo                    | Villa Náutica Represa                                                   | Guatapé                  |
| Softbol            | Softbol                 | Diamnate de Softebol Oswaldo Osorio UD Atanasio Girardot                | Medellín                 |
| Squash             | Squash                  | UD María Luisa Rua                                                      | Medellín                 |
| Taekwondo          | Taekwondo               | UD Atanasio Girardot - Coliseu de Combate,                              | Medellín                 |
| Tênis              | Tênis                   | Parque Juanes de la Paz                                                 | Medellín                 |
| Tênis de mesa      | Tênis de mesa           | UD Atanasio Girardot - Coliseu Menor Rodrigo Pérez Castro               | Medellín                 |
| Tiro               | Tiro                    | Campo de Tiro, Los Ándes Club                                           | Guarne                   |
| Tiro com arco      | Tiro com arco           | UD Andrés Escobar - Campo de arquería                                   | Medellín                 |
| Triatlo            | Triatlo                 | Ruas e Represa do Guatape                                               | Guatapé                  |
| Vela               | Vela                    | Represa do Guatape                                                      | Guatapé                  |
| Voleibol           | Voleibol de quadra      | Parque Estádio Sul UD Atanasio Girardot - Coliseu Yesid Santos          | Medellín Envigado        |
| Voleibol           | Voleibol de praia       | Plaza Mayor                                                             | Medellín                 |

#### Vila esportiva
Pela primeira vez na história dos Jogos, para o evento foi construída a chamada Vila Sul-Americana (em espanhol: Villa Suramericana), composta por 13 torres com 620 apartamentos de dois e três quartos de aproximadamente 50 metros quadrados cada um, destinada a hospedar os participantes do evento esportivo. As instalações do complexo localizam-se no setor La Aurora, a 25 minutos de Metrô a partir da Unidade Desportiva Atanasio Girardot, o local que abrigou o maior número de modalidades.
Os delegados de 13 dos 15 países participantes se hospedaram na Vila Sul-Americana, as exceções foram as delegações da Venezuela e da Colômbia. A abertura oficial do complexo ocorreu em 14 de março de 2010 e estará em funcionamento até 2 de abril, dois dias depois do encerramento. O limite de capacidade da Vila é de 5.040 pessoas, porém estima-se que nos dias de maior movimentação (aproximadamente 20 de março) o número de pessoas na Vila seja de 3.650. Após os Jogos, a infraestrutura terá um destino social onde será transformada em um condomínio que abrigará 621 famílias de baixa renda, que adquiriram os apartamentos através de um programa social do governo.
O complexo dispõe de um refeitório, tipo buffet, com a capacidade para atender a 650 pessoas, centro de imprensa com conexão internacional, serviço de internet sem fio gratuito, feira artesanal, posto turístico, centro médico, além de serviços de hotelaria.

### Trânsito e transporte

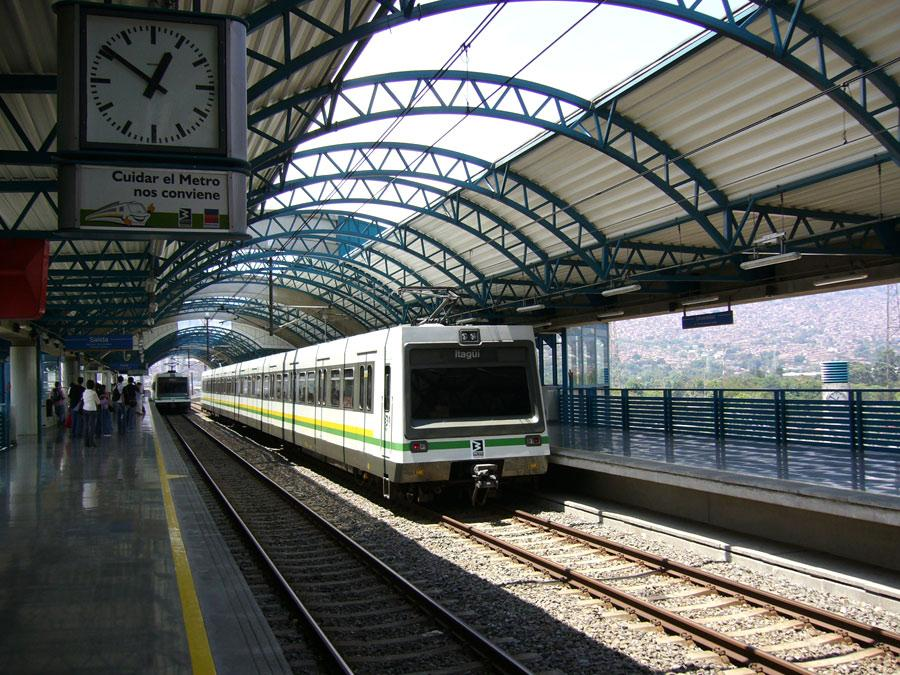
Metrô de Medelhim.

O Metrô de Medellín é o transporte oficial do evento e ofereceu um sistema integrado, para mobilizar os atletas entre os locais de competição e a Vila Sul-Americana. Todos os competidores receberam a chamada "Tarjeta Cívica" que permite usar gratuitamente os transportes.
O metrô, fundado em 1995, conta com uma frota de 126 unidades com capacidade para 350 pessoas cada. Durante os onze dias de competições, funcionou das 04:30 até as 23:30 ou então até o término das competições noturnas. Seus empregados receberam orientações especiais para auxiliar os atletas e turistas da melhores maneiras possíveis, tanto em termos esportivos e de organização dos Jogos quanto em termos culturais.
Além disso, foram selecionados 3.400 táxis que tiveram o símbolo oficial de Medellín 2010. Eles estiveram localizados na Vila Sul-Americana e nos vários locais de competição com o objetivo de oferecer serviço de transporte para quando houvesse a necessidade.

## Delegações
Quinze nações enviaram representantes aos Jogos. Entre parênteses, está o número de atletas de cada delegação:
| - Antilhas Neerlandesas (59) - Argentina (563) - Aruba (28) - Bolívia (115) - Brasil (573) - Chile (456) - Colômbia (644) - Equador (280) | - Guiana (8) - Panamá (27) - Paraguai (124) - Peru (242) - Suriname (26) - Uruguai (147) - Venezuela (451) |

## Esportes
Trinta e sete modalidades fizeram parte do programa destes Jogos. Pela primeira vez, o squash integrou as competições. Retornaram os esportes aquáticos, o caratê, o boliche e a patinação. Entre os esportes olímpicos, apenas o hóquei sobre grama e o pentatlo moderno não foram disputados nesta edição.
| - Atletismo - Badminton - Basquetebol - Beisebol - Boliche - Boxe - Canoagem - Caratê - Ciclismo - Esgrima | - Esqui aquático - Futebol - Futsal - Ginástica - Halterofilismo - Handebol - Hipismo - Judô - Lutas - Nado sincronizado | - Natação - Patinação artística - Patinação de velocidade - Polo aquático - Remo - Saltos ornamentais - Squash - Softbol - Taekwondo | - Tênis - Tênis de mesa - Tiro com arco - Tiro desportivo - Triatlo - Vela - Voleibol - Voleibol de praia |

## Calendário
Este foi o calendário dos Jogos realizados em Medellín:
| ● | Cerimônia de abertura | ● | Competições | ● | Finais de competições | ● | Cerimônia de encerramento |

| Março                   | 17 | 18 | 19 | 20 | 21 | 22 | 23 | 24 | 25 | 26 | 27 | 28 | 29 | 30 | T   |
| ----------------------- | -- | -- | -- | -- | -- | -- | -- | -- | -- | -- | -- | -- | -- | -- | --- |
| Cerimônias              |    |    | ●  |    |    |    |    |    |    |    |    |    |    | ●  |     |
| Atletismo               |    |    |    | 12 | 12 | 10 | 10 |    |    |    |    |    |    |    | 44  |
| Badminton               |    |    |    | 1  |    |    |    | 5  |    |    |    |    |    |    | 6   |
| Basquetebol             |    |    |    |    |    |    |    | 1  |    |    |    |    | 1  |    | 2   |
| Beisebol                |    |    |    |    |    |    |    |    |    |    | 1  |    |    |    | 1   |
| Boliche                 |    |    |    |    |    |    |    | 2  | 2  | 3  | 6  | 2  |    |    | 15  |
| Boxe                    |    |    |    |    |    |    |    |    |    |    | 14 |    |    |    | 14  |
| Canoagem                |    |    |    |    |    |    |    |    |    |    | 8  | 8  | 8  |    | 24  |
| Caratê                  |    |    |    |    |    |    |    |    |    | 8  | 6  | 4  |    |    | 18  |
| Ciclismo                | 2  | 6  | 5  | 5  | 6  | 2  | 2  |    |    |    |    |    |    |    | 28  |
| Esgrima                 |    |    |    |    |    |    |    | 2  | 2  | 2  | 2  | 2  | 2  |    | 12  |
| Esqui aquático          |    |    |    |    |    |    |    |    |    |    |    |    | 4  | 6  | 10  |
| Futebol                 |    |    |    |    |    |    |    |    |    |    |    | 1  |    |    | 1   |
| Futsal                  |    |    |    |    |    |    |    |    |    | 1  |    |    |    |    | 1   |
| Ginástica               |    |    |    |    |    | 4  |    | 10 |    |    |    | 3  | 6  |    | 23  |
| Handebol                |    |    |    |    |    |    |    | 1  |    |    |    |    |    | 1  | 2   |
| Hipismo                 |    |    |    |    | 1  | 2  | 2  | 2  |    |    |    |    |    |    | 7   |
| Judô                    |    |    | 8  | 6  | 6  | 2  |    |    |    |    |    |    |    |    | 22  |
| Levantamento de peso    |    |    |    |    |    |    |    |    |    | 4  | 3  | 3  | 5  |    | 15  |
| Lutas                   |    |    |    |    |    |    |    | 7  | 6  | 7  |    |    |    |    | 20  |
| Nado sincronizado       |    |    |    |    |    |    |    |    |    |    |    | 2  | 1  |    | 3   |
| Natação                 |    |    |    |    |    |    | 2  |    | 2  | 10 | 10 | 10 | 10 |    | 44  |
| Patinação artística     |    |    |    | 2  | 2  | 4  |    |    |    |    |    |    |    |    | 8   |
| Patinação de velocidade |    |    |    |    |    |    |    | 6  | 6  | 6  | 4  | 2  |    |    | 24  |
| Polo aquático           |    |    |    |    |    |    |    |    | 2  |    |    |    |    |    | 2   |
| Remo                    |    |    |    |    | 6  | 8  |    |    |    |    |    |    |    |    | 14  |
| Saltos ornamentais      |    |    |    | 3  | 2  | 3  | 1  |    |    |    |    |    |    |    | 9   |
| Squash                  |    |    |    |    | 3  | 2  |    |    | 2  |    |    |    |    |    | 7   |
| Softbol                 |    |    |    |    |    |    |    |    | 1  |    |    |    |    |    | 1   |
| Taekwondo               |    |    |    |    |    |    |    |    |    |    | 4  | 6  | 6  |    | 16  |
| Tênis                   |    |    |    |    |    |    |    |    |    |    | 3  | 2  |    |    | 5   |
| Tênis de mesa           |    |    |    |    |    | 2  |    | 3  |    | 2  |    |    |    |    | 7   |
| Tiro                    |    |    |    | 1  | 2  | 5  | 8  | 8  | 4  | 6  |    |    |    |    | 34  |
| Tiro com arco           |    |    |    | 8  | 12 | 2  | 2  | 4  |    |    |    |    |    |    | 28  |
| Triatlo                 |    |    |    |    |    |    |    | 4  |    | 4  |    |    |    |    | 8   |
| Vela                    |    |    |    |    |    |    |    |    | 6  |    |    |    |    |    | 6   |
| Voleibol                |    |    |    |    |    |    |    | 1  |    |    |    |    | 1  |    | 2   |
| Voleibol de praia       |    |    |    |    |    |    |    |    |    |    |    | 2  |    |    | 2   |
| Finais                  | 2  | 6  | 13 | 38 | 52 | 46 | 27 | 56 | 33 | 53 | 61 | 47 | 44 | 7  | 485 |

## Quadro de medalhas
País-sede destacado.
| Ordem | País                | Medalha de ouro | Medalha de prata | Medalha de bronze | Total |
| ----- | ------------------- | --------------- | ---------------- | ----------------- | ----- |
| 1     | Colômbia            | 145             | 125              | 104               | 374   |
| 2     | Brasil              | 129             | 119              | 101               | 349   |
| 3     | Venezuela           | 89              | 80               | 96                | 265   |
| 4     | Argentina           | 57              | 73               | 107               | 237   |
| 5     | Chile               | 25              | 32               | 52                | 109   |
| 6     | Peru                | 19              | 18               | 33                | 70    |
| 7     | Equador             | 16              | 21               | 59                | 96    |
| 8     | Bolívia             | 2               | 1                | 8                 | 11    |
| 9     | Uruguai             | 1               | 8                | 4                 | 13    |
| 10    | Paraguai            | 1               | 7                | 4                 | 12    |
| 11    | Guiana              | 1               | 1                | 2                 | 4     |
| 12    | Antilhas Holandesas | 1               |                  | 3                 | 4     |
| 13    | Aruba               |                 |                  | 2                 | 2     |
| 13    | Panamá              |                 |                  | 2                 | 2     |
| 13    | Suriname            |                 |                  | 2                 | 2     |
| TOTAL | TOTAL               | 486             | 485              | 580               | 1 551 |

### Desportistas multimedalhistas
470 desportistas conquistaram mais de uma medalha. Patinadores, atiradores esportivos, arqueiros e jogadores de boliche predominam o início da lista. Os dez esportistas com maior número de medalhas são (entre parênteses, o número de medalhas de ouro, prata e bronze, respectivamente):
- COL Clara Guerrero Londoño (6-1-0)
- COL Jercy Puello Ortiz (6-1-0)
- BRA Júlio Almeida (6-0-0)
- BRA Angélica Kvieczynski (6-0-0)
- COL Manuel Otalora Ortiz (6-0-0)
- COL Kelly Martínez Taborda (5-2-0)
- COL Jorge Cifuentes Méndez (5-1-0)
- COL Jaime Gómez Ardila (5-1-0)
- BRA Joanna Maranhão (5-0-1)
- BRA Daynara de Paula (5-0-1)